# Bronte, New South Wales
Bronte är en ort i Australien. Den ligger i kommunen Waverley och delstaten New South Wales, i den sydöstra delen av landet, nära delstatshuvudstaden Sydney. Antalet invånare är 6 120.